# Чемпионат мира по конькобежному спорту на отдельных дистанциях 2023 — командная гонка (мужчины)
Соревнования в командной гонке среди мужчин на чемпионате мира по конькобежному спорту на отдельных дистанциях 2023 года прошли 3 марта на катке «Тиалф», Херенвен, Нидерланды.

## Результаты
| Место | Страна                                                                    | Время                  | Отставание             |
| ----- | ------------------------------------------------------------------------- | ---------------------- | ---------------------- |
| 1     | Нидерланды · Патрик Руст · Беау Снеллинк · Марсел Боскер                  | 3.38,26                |                        |
| 2     | Канада · Коннор Хоу · Антуан Желина-Больё · Хейден Майер                  | 3.38,43                | +0,17                  |
| 3     | Норвегия · Педер Конгсхёуг · Аллан Даль Йоханссон · Сверре Лунде Педерсен | 3.40,93                | +2,67                  |
| 4     | Италия · Франческо Бетти · Андреа Джованнини · Давиде Гьотто              | 3.42,69                | +4,43                  |
| 5     | Япония · Сэйтаро Итионэ · Рику Цутия · Кадзуя Ямада                       | 3.43,67                | +5,41                  |
| 6     | Польша · Марцин Баханек · Артур Яницкий · Шимон Палка                     | 3.51,35                | +13,09                 |
| 7     | США · Итан Сепуран · Эмери Леман · Кейси Доусон                           | 3.58,10                | +19,84                 |
|       | Дания · Niclas Mastrup · Стефан Дуэ Шмидт · Виктор Хальд Торуп            | Не закончили дистанцию | Не закончили дистанцию |